# Educación para la paz
La educación para la paz es el proceso de adquisición de los valores y conocimientos, así como las actitudes, habilidades y comportamientos necesarios para buscar la paz, entendida como vivir en armonía con uno mismo, los demás y el medioambiente.[cita requerida]
El compromiso de educar para la paz puede expresarse en las siguientes líneas: «Trabajar por un proceso educativo que signifique contribuir a alejar el peligro de la guerra, poner fin al expolio de las zonas empobrecidas del planeta, enseñar desde y para la no-violencia, aprender a considerar el conflicto como un vehículo de cambio si sabemos resolverlo sin recurrir a la violencia, integrar al alumnado en un proceso de transformación de la sociedad hacia la justicia y la armonía».
Koichiro Matsuura, que fue director general de la UNESCO, declaró que la educación para la paz era de «fundamental importancia para la misión de la UNESCO y las Naciones Unidas».
En lo escolar, la educación para la paz tiene una gran importancia, con ella se puede llevar a cabo la resolución de conflictos y la convivencia pacífica entre la comunidad estudiantil y la relación alumno-profesor.

## Historia de la educación para la paz

### Olas de la educación para la paz

#### Primera ola, Escuela nueva
Fundada por Ferriére durante los inicios del siglo XX, esta se posicionó en contra de la escuela tradicional, en un ambiente de guerras y violencia, la militarización de los jóvenes, los problemas políticos y económicos. Los pensadores que estaban del lado de la escuela nueva, culpaban a la tradicional por el contexto en el que se encontraban y, al mismo tiempo, creían que la escuela era un medio para erradicar esa enseñanza que tenía como consecuencia conflictos bélicos, es decir que se buscaba la necesidad de desarrollar una educación para la comprensión internacional que evite las guerras. Este movimiento buscaba replantear las metodologías pedagógicas anteriormente establecidas, aunque no tenía un método rígido establecido de la enseñanza porque cada pedagogo y pensador encargado de la educación llevaba a cabo el establecimiento de sus propios métodos con base en su experiencia e ideología, sin embargo, encaminada y relacionada con las bases de ‘’La psicología del Desarrollo de John Dewey. Filosofía Educativa y la concepción que la Escuela Nueva tenía sobre la educación, pero, sin un programa preestablecido, sin un método definido y sin una definición del trabajo a desarrollar preelaborado. Todo se trabajaba y desarrollaba en función de los intereses, las necesidades y demandas de los educandos conforme a su edad, a su grado de madurez y a su desarrollo evolutivo.’’ Su principal precursor dice: ‘’La Escuela Nueva era un organismo con todo lo que esta concepción comportaba de orden y de imprevisto, de precisión en lo universal y de indefinible en lo individual, que partía de la inteligencia personal (de los niños y adolescentes) para desembocar en un enriquecimiento intelectual, moral y espiritual del sujeto.’’ (Ferriére, 1926: 6).
De esta concepción que brinda la escuela nueva, surgen modelos de educación que actualmente están siendo tomados en cuenta por los sistemas educativos, como es el Aprender a aprender, Aprender a ser y Aprender a hacer, colocando en el centro la experiencia y formación de los niños y niñas, articulando el ambiente en el que este se encuentre junto con los aspectos que le rodean en su vida diaria que favorece su reflexión y acción buscando el surgimiento de lo bueno de la naturaleza de los infantes en su avance personal, teniendo como consecuencia la armonía del alma y el florecimiento del espíritu. Buscando, al mismo tiempo, erradicar el contexto violento de su presente, siendo así un primer acercamiento hacia la construcción de una educación para la paz.

#### Segunda ola, Creación de la Organización de las Naciones Unidas (ONU) y de la Organización de las Naciones Unidas para la Educación, la Ciencia y la Cultura (UNESCO)
Nace como consecuencia de los acontecimientos posteriores a la Segunda Guerra Mundial, donde internacionalmente se buscaba la paz y diálogo entre las naciones por la violencia y problemáticas acaecidas por la guerra, con base en organismos que abrieron espacios para la convivencia y la generación de vías para el rechazo de las guerras y, al mismo tiempo, concebían a la educación como un medio importante para la transmisión de un ambiente de paz. La ONU crea en 1964 la UNESCO; con ella hacer hincapié en la educación, donde se abarcan temas como enseñanza para los derechos humanos, para medio ambiente, para el desarme, entre otras.

#### Tercera ola, La investigación para la paz como nueva disciplina científica
Durante los años sesenta, el científico social Johan Galtung promovió La investigación sobre la paz; ‘’Esta nueva disciplina modificó sustancialmente la concepción que hasta esos momentos se tenía sobre los Estudios para la paz y los conflictos debido a su fuerte repercusión en el plano conceptual provocando un proceso de redefinición de conceptos: «Al revisar y reformular el […] concepto de paz (y de violencia) (…) y desarrollar la teoría gandhiana del conflicto, en el plano pedagógico, […] se hace hincapié en recuperar las ideas y planteamientos de Paulo Freire, vinculando la Educación para la paz un nuevo componente: la educación para el desarrollo» ’’
En esta educación para la paz y la investigación llevada a cabo, se buscaba que la integración de la misma fuese efectiva en el proceso de cambio social para el mundo con ayuda de un enfoque interdisciplinar, orientado hacia la acción y tomando en cuenta la participación de las alumnas y los alumnos en su proceso de aprendizaje.

#### Cuarta ola: El legado de la no violencia de Gandhi

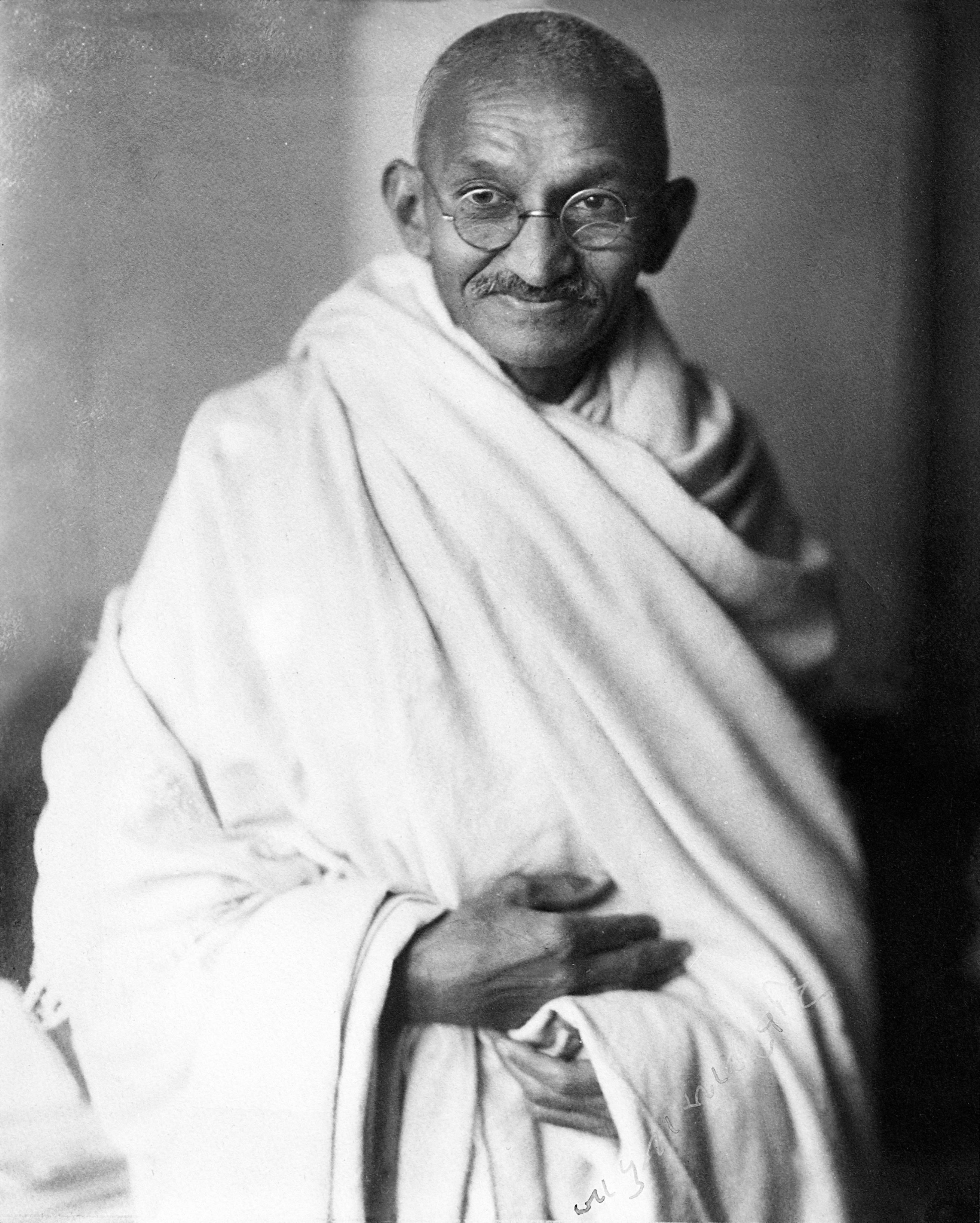
Mahatma Gandhi

Gandhi aportó e incorporó un nuevo término a las concepciones que aludían a la paz; noviolencia, el cual se basa en tres dimensiones:
-‘’La noviolencia es un método de intervención en conflictos, un conjunto de procedimientos y técnicas que permiten gestionar, transformar o, incluso, resolver y transcender ciertos conflictos.
-La noviolencia también es un método de lucha no armada y no cruenta contra las injusticias, contra la opresión y contra las diversas formas de violencia.
-La noviolencia tiene una dimensión política (teórico-práctica) y maneja un concepto de poder que amplía lo público más allá del Estado y reconoce el poder que se encuentra en cada uno de los ciudadanos y las ciudadanas para realizar acciones políticas y establecer nuevas relaciones de convivencia.
-La noviolencia es «un viaje de introspección personal», que implica encontrar un sentido íntimo y profundo a la vida con base en lo que hacemos, cómo lo hacemos y por qué lo hacemos, mediante el autoconocimiento.
-La noviolencia es una cosmovisión del ser humano y de la naturaleza, que plantea una concepción del aquel como abierto a los cambios y a las trans- formaciones, con conciencia moral, con capacidad para vertebrar su racionalidad y sensibilidad. Una filosofía basada en la libertad y dignidad humanas y en la creencia de que el amor es lo que mueve al mundo y que se plasma en múltiples maneras de cooperación y filantropía. Una cosmovisión cuya doctrina ética incluye a todos los seres sensibles.’’ 

### Aspectos particulares
En 1970 se crea la sociedad Alemana de Investigación sobre la Paz y los Conflictos, esta institución llevaba a cabo la cohesión de conocimientos de distintas disciplinas. Posteriormente, para 1980 se llevó a cabo un congreso internacional por la Asociación de Pedagogos Alemanes por a Paz.
En París, durante 1986, lo relativo a la paz empezó a tomar importancia para los estudiosos franceses, donde surgieron distintos términos que se relacionaban con la educación para la paz, tales como: ‘’educación para los derechos humanos, educación para el desarrollo, pedagogía para la paz, entre otras. ‘’
Lo que respecta al territorio latinoamericano y caribeño, gracias al sistema neoliberalista, que trajo consigo múltiples problemas que acaecían en la desigualdad social, en la pobreza y otros problemas sociales importantes a partir de la década de 1980, gracias al eclecticismo filosófico, se inició un pensamiento que englobaba teorías pedagógicas que respondían a algunos aspectos de la educación para la paz fue importante para el territorio iberoamericano y su condición.

## Los conceptos de paz
La palabra «paz», tiene distintos significados. Un análisis lingüístico de su uso ha permitido diferenciar algunas grandes concepciones, como la de paz negativa y la de paz positiva (creadas por Johan Galtung), emparentadas con dos tipos de violencias: la directa (física y psicológica) y la estructural. Además, se han desarrollado -desde los años de 1990- las concepciones de Cultura de paz (Johan Galtung) y de Paz neutra (Francisco Jiménez Bautista), vinculadas a la violencia cultural y simbólica. No obstante, la más nueva concepción sería la ambientalista de ecopaz o paz Gaia. 
La paz negativa pone el énfasis en la mera ausencia de guerra, de violencia directa. Presupone un aparato militar que garantice el orden, disuada al enemigo y asegure la perpetuación del statu quo. Si la paz consiste solo en eso, poco tendrían que hacer las personas que se dedican a la educación.  La paz negativa puede entenderse como resignación, como huida o inexistencia de conflictos.
La paz positiva, sin embargo, presupone un nivel reducido de violencia directa y un elevado nivel de justicia. Se persigue la armonía social, la justicia, la igualdad y, por tanto, el cambio radical en la sociedad, la eliminación de la violencia estructural. El concepto de violencia estructural, introducido por Johan Galtung, alude a las formas de opresión y violencia generadas por las estructuras. La paz positiva acepta el conflicto como una parte natural de la vida y procura su pacífica solución.
La paz neutra, por su parte, "se construye neutralizando la violencia (cultural y simbólica) del aprendizaje de unos valores establecidos intersubjetivamente , de un diálogo constructivo y deconstructivo a la vez, para llegar a la construcción de una Cultura de paz" (p. 47)
Paz Gaia y ecopaz son conceptos sobre las relaciones entre los seres humanos y el resto de la naturaleza, en atención a la búsqueda de equilibrio y sustentabilidad, hacia "una situación general o realidad en la cual los seres humanos vivimos en la mayor armonía posible con la Naturaleza o con el resto de las especies con las cuales compartimos el planeta". Ambas ideas, representan lo opuesto o la alternativa a las ecoviolencias (o ecobiolencia), o sea a las "diversas formas de violencia practicadas contra la Naturaleza, las cuales no solo afectan a los seres no-humanos, sino que también pueden [...]  de manera mediata o inmediata dañarnos".
La paz, en síntesis, no es lo contrario de la guerra, sino la ausencia de violencia, la armonía del ser humano consigo mismo, con los demás y con la naturaleza.

## Rasgos de la educación para la paz
La educación para la paz tiene los siguientes rasgos:
1. Presupone tomar partido en el proceso de socialización por valores que alienten el cambio social y personal.
2. Cuestiona el propio acto educativo, alejándose de la concepción tradicional, bancaria según la expresión de Paulo Freire, de la enseñanza como algo meramente de transmisión. Entiende el acto educativo como un proceso activo-creativo en el que el alumnado es agente vivo de transformación.
3. Lucha contra la violencia simbólica, estructural, presente en el marco escolar.
4. Intenta que coincidan fines y medios. Se trata de llegar a contenidos distintos a través de medios distintos, haciendo del conflicto y del aprendizaje de su resolución no violenta punto central de su actuación.
5. Combina ciertos conocimientos sustantivos con la creación de una nueva sensibilidad, de un sentimiento empático que favorézcala comprensión y aceptación del otro.
6. Presta tanto atención al curriculum explícito como al “curriculum oculto”, es decir, a la forma de organizar la vida en la escuela. Este ha de ser coherente con los contenidos manifiestos. Como se sabe, el tener que enfrentarse día a día y durante una serie de años a las expectativas y rutinas institucionales de la escuela supone una enseñanza y un aprendizaje tácito de normas, valores, hábitos y disposiciones. La tolerancia, la participación, la empatía, la solidaridad y demás valores “alternativos” deben vivirse con el ejemplo.
Se trata, en suma, de aprender a pensar y a actuar de otra manera, algo que supera la ausencia de guerra, que no plantea la paz como algo quimérico, sino como un proceso por el que se irá pasando de la desigualdad a la igualdad, de la injusticia a la justicia, de la indiferencia al compromiso.

## ¿Para qué educar para la paz?
Este tipo de educación vela por el desarrollo tanto individual como colectivo, por ello, la manera en el que el proceso de educación por parte de quienes busquen transmitir contenidos que aluden a la paz es vital. El compromiso de ‘’educar’’ y todo lo relacionado con este proceso no implica únicamente un conjunto de técnicas o metodologías para que las personas acumulen o se relacionen con conocimientos deliberados; sin propósito, también tiene que ver con dirigir, vivir, compartir, con base en políticas éticas, valores, saberes, enseñar a generar habilidades, para así construir sociedades justas, armoniosas, morales y libres de violencias, la educación para la paz puede brindar muchos elementos para poder alcanzar el desarrollo de este tipo de sociedades. Un propósito de la existencia y establecimiento de la paz es que esta no parezca utópica, por ello, ‘’si educar es buscar la mejor vida humana y planetaria posible, educar también es pretender la paz, mediante la vivencia cotidiana de los compromisos valores y actitudes de la paz’’ 
Son diversos los beneficios, lo que respecta a la infancia, además de lo anteriormente mencionado, el saber resolver conflictos, con ello se influye en el aspecto cognitivo de las niñas y los niños, pues el control de la agresividad, del enojo; es decir la canalización de las emociones, sentimientos y sensaciones negativas que se puedan experimentar durante algún momento, abrirá el panorama respecto a cómo actuar adecuadamente cuando estas se presenten con la finalidad de evitar conflictos.  
La familia es una institución social con la que los sujetos tienen contacto desde que nacen, por ello funge como un factor vital para el proceso de educación y formación de las niñas y los niños inicialmente. El inculcar aspectos de la responsabilidad en las infancias tendrá como consecuencia que sea internalizado y, posteriormente expresado socialmente con las personas con las que se relacionará. ‘’ Para enseñar el valor de la responsabilidad a temprana edad, niñas y niños necesitan saber y sentir que son sujetos, personas actuantes en la vida social y no simplemente objetos de la educación; de igual forma los padres de familia necesitan estimular en ellos el sentimiento de que son seres autónomos, con capacidad de comandar sus propios procesos. De esta manera, incentivan la participación de los niños y niñas en los ámbitos de responsabilidad de la vida de los adultos. De forma equivalente, este proceso amerita que los padres y las madres se esfuercen por lograr que niñas y niños experimenten la responsabilidad personal y la experiencia de la autonomía en sus propias vidas’’. El tomar en cuenta a la familia como parte del proceso educativo de niños y niñas, genera la implicación y participación de esta en la convivencia y participación, teniendo como consecuencia positiva un ambiente tranquilo; de cohesión, unión y esencialmete; de paz. 

### Educación en Derechos Humanos
La educación para la paz es considerada por algunas organizaciones como parte de la educación para los derechos humanos. Sin embargo, en el contexto de las Investigaciones para la Paz se la concibe como algo que trasciende los dd.hh., involucrándose también en diversas cuestiones sobre la violencia y los conflictos.

## Dificultades de la educación para la paz
Uno de los mayores retos para una educación para la paz es la crisis mundial, en la cual los escenarios de violencia impunidad o desigualdades toman parte del presente de las personas que viven bajo estos contextos, siendo pertenecientes principalmente a países con dificultades  políticas, sociales y económicas. La globalización y el uso de las tecnologías tiene una connotación distinta (esta debiera ser para que haya una conexión y diálogo entre personas),  actualmente las relaciones entre las personas con su entorno y comunidad son prácticamente escasas, con ello, impera el individualismo el cual, obstaculiza el desarrollo de la solidaridad, de ‘’lo humano’’, llevando inevitablemente a crisis de distintas naturalezas que afectan tanto individual como colectivamente. Por ello, ‘’para construir la paz el ser humano no debe concebirse un ser separado e individual, pues eso afecta la relación con las otras personas. Al pensarse como un ser separado y aislado, está construyendo muros y fronteras que crean sobre sí mismo el miedo, la desconfianza, la ansiedad, la inseguridad y, por supuesto, formas de defensa agresiva, conflictiva y egocéntrica. En cambio, cuando una persona toma conciencia de la unidad que existe entre su ‘yo’ y la comunidad, en donde la naturaleza también está incluida y asimismo se percibe como un ser social, florece un ‘yo interior’ que se llena de amor y alegría, al que le da gusto vivir en plenitud y armonía con la sociedad. De esta manera se hace partícipe y constructor de paz, resolviendo los conflictos de la separación y la individualidad''. Debido a esto, desde una educación para la paz se debieran aterrizar los conocimientos necesarios para que se empiecen a hacer de laso las concepciones acerca de que se está en una plena ‘’igualdad’’ que conlleva a pensar que los problemas de otros no nos importan porque no nos afectan directamente, finalmente a pesar de que las personas sí somos como tal ‘’un individuo’’ somos, al mismo tiempo, parte de un todo, de una comunidad, de una sociedad que debiera de estar unida para así alcanzar la paz con base en la buena convivencia.
Los medios de comunicación (redes sociales, televisión, radio,) en conjunto con la tecnología traen consigo una serie de problemáticas que son decisivas e importantes en la vida de cada persona y de una comunidad, pues de esta manera se contribuye al distanciamiento entre estas por su uso excesivo asiste a la imposibilidad de comunicar directamente los conflictos y a la no estimulación de la expresión directa de los sentimientos. Es así como los medios de comunicación cotidianos llevan a cabo un proceso de ‘’educación’’ en tanto a que transmiten y generan como consecuencia maneras de convivencia que no contribuyen a lo que implica estar en paz unos con otros. 
El medio ambiente también es un factor importante, pues es el entorno en el cual las personas convergen y, de manera universal han surgido problemáticas respecto a los problemas ambientales que trae consigo la huella humana, ligados a aspectos tecnológicos, consumistas, destructivos y desconsiderados, donde no se ha medido ni considerado el daño que como especie se le ha hecho a la diversidad de vidas y organismos que convergen en el planeta. Es aquí donde la educación es importante para iniciar un cambio en el pensamiento de los humanos, de sus prácticas, así como de la manera en la que se relacionan con su entorno. La transmisión de valores que respondan a la oportunidad que generar conciencia y responsabilidad ecológica de manera eficaz, en conexión con la naturaleza es vital, por ello aquí, la paz juega ese papel fundamental en conjunción con la educación y nuevas metodologías pedagógicas para incentivar a las personas en proyectos de cambio para el mejoramiento del entorno y la convivencia que surja en este.  

## Críticas a los sistemas educativos
Diversos estudios se han realizado sobre el estado actual de los sistemas educativos; se enuncian aquí, algunas de las críticas principales que se han hecho a la educación –formulados a modo de errores-, y que darán pie a la propuesta ulterior:
El primero de ellos es el significado que se le da a la educación. De este significado se han formado dos familias, las que ponen el énfasis en el proceso de cambio y las que destacan el resultado final. Aquí se dice que la educación tiene que centrarse en la relación del sujeto con el mundo. Es decir, que la educación tiene que centrarse en el proceso final, mismo que tiene que brindar al individuo de las herramientas necesarias para que pueda incorporarse a la sociedad.
El segundo error consiste en entender como sinónimo cualquier acción de transmisión, adiestramiento, repetición o memorización de los conocimientos; pero esto no es educación en el sentido que se ha expuesto.
El tercer error consiste en perder de vista la intencionalidad educativa, que debe entenderse como un proceso riguroso de diseño y control de los resultados que se esperan obtener.
El cuarto error hace hincapié en tomar en cuenta el contexto en que se desarrolla la acción educativa, puesto que no sólo una correcta planeación asegura el éxito de una acción educativa.
El quinto error consiste en no entender que ninguna acción educativa se da en aislado, sino que pertenece a una red de acciones educativas.
Finalmente, el sexto error consiste en confundir lo que se desea obtener como resultados, con lo que realmente es posible obtener.
Como la propia educación, se entiende que la educación para la paz es un derecho, punto que cada vez es más puesto de manifiesto por investigadores de las ciencias de la paz, como Betty Reardon y Douglas Roche.
Actualmente, varios sistemas educativos a nivel mundial se han convertido en repetidores de un modelo social de exclusión, favoreciendo la consolidación de un sistema de violencia estructural. Con esto, se va haciendo de la vivencia de los derechos humanos para todos y todas una realidad más lejana, y de la violencia una realidad cada vez más cotidiana. Se afirma incluso que, tradicionalmente, a la educación se le ha concebido de diferentes maneras, mismas que no responden adecuadamente, ni a la realidad global-nacional-local, ni al estado actual del conocimiento.

## Banderas de la Paz
El contexto de la globalización ha hecho ver la importancia de respetar lo local dentro de un contexto global y la educación para la paz, pasa por la presencia constante de símbolos externos que con sus arquetipos cercanos contribuya a la cultura de la paz.
En el año 2016, por iniciativa de Trapped in Suburbia, expertos en comunicación global, con el apoyo de UNESCO, fueron diseñadas una bandera de la paz por cada país, encargando su diseño a destacados artistas y diseñadores gráficos de cada país. La idea nació dada la dificultad de consenso sobre una bandera única, ya que los símbolos, los conceptos de paz e incluso los colores tienen diferentes significados en diferentes culturas.

## Posibilidades en las aulas desde el marco de la Nueva Escuela Mexicana
La nueva escuela mexicana (NEM) es un proyecto educativo que se lleva a cabo en las escuelas de educación básica y superior en México desde el año 2018, este proyecto busca que la educación en el país tenga un enfoque humanista, comunitario y sobre todo crítico, de esta manera busca que la calidad educativa sea mejor.

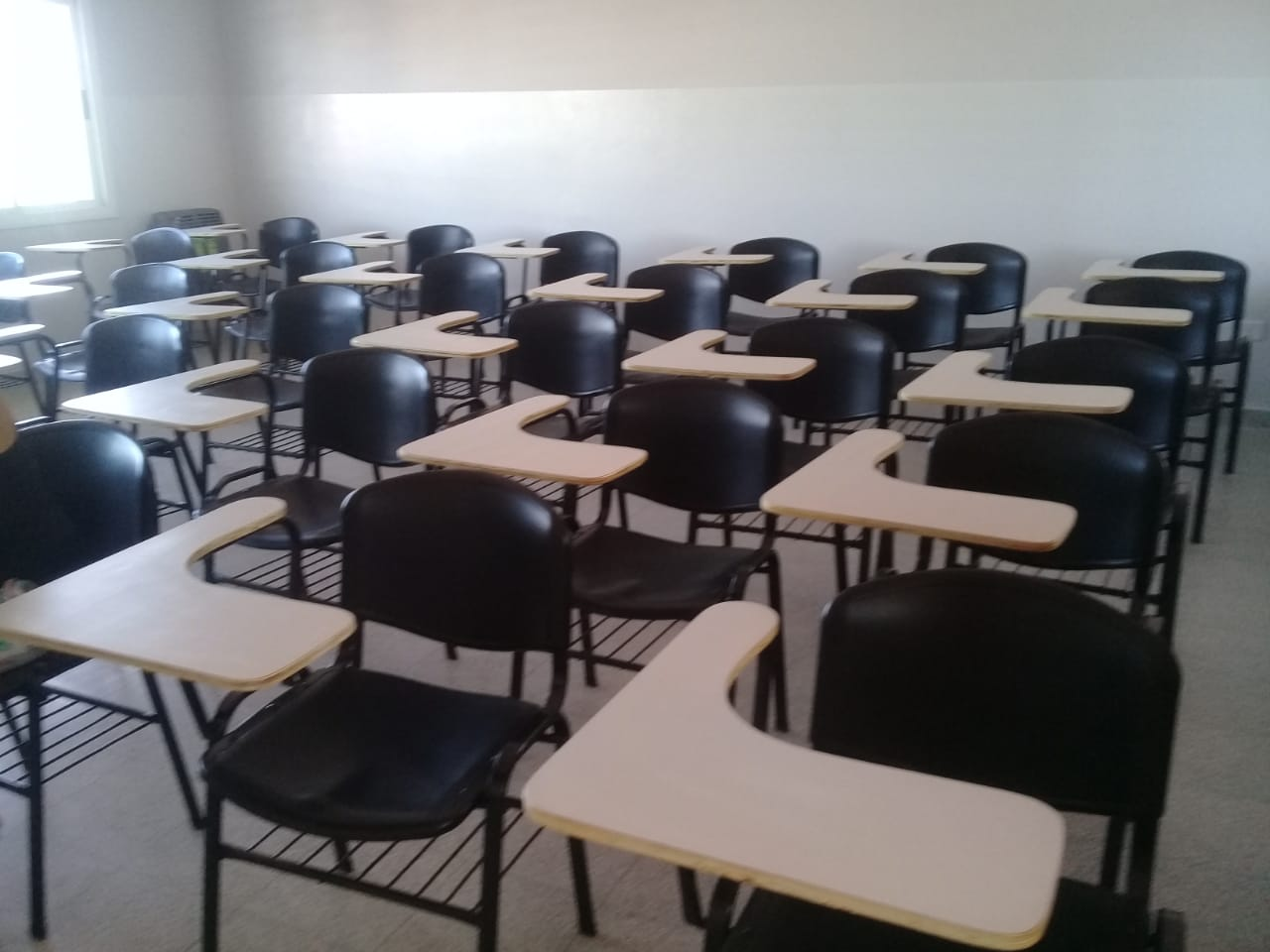
El aula como espacio educativo

Para ello, este proyecto que se pone en práctica actualmente en las escuelas sigue una serie de principios, entre ellos, la cultura de paz y ligado a este principio encontramos la educación para la paz. 
La educación para la paz combina una enseñanza y aprendizaje de destrezas, entre ellas la cooperación, pensamiento crítico, empatía, asertividad; conocimientos y actividades como autorrespeto, conciencia de la justicia, respeto por los demás, entre otros.
Es necesario educar para no estar en paz, para buscar que existan conflictos y los seres humanos estén dispuestos y preparados para resolverlos, haciendo uso de la desobediencia crítica, porque se trata de fomentar la aparición de una conciencia crítica y saber mantener aquello con lo que estamos de acuerdo o no y, poder así actuar.  En este libro se propone un esquema de trabajo acerca de la educación para la paz que se menciona a continuación y que va mucho de la mano con el sentido que se le da en la NEM a la cultura de paz: 
| N.º | Descripción                                                                 |
| --- | --------------------------------------------------------------------------- |
| 1.  | Creación de clima favorable: calmarse, distanciarse                         |
| 2.  | Definir el conflicto                                                        |
| 3.  | Reconocer sus causas                                                        |
| 4.  | Describirlo, tomando en cuenta origen, desarrollo y situación actual        |
| 5.  | Ver y analizar soluciones propuestas y/o ensayadas                          |
| 6.  | Buscar nuevas soluciones                                                    |
| 7.  | Escoger posibles soluciones                                                 |
| 8.  | Aspectos prácticos, responsabilidades concretas para poder llevarlas a cabo |
| 9.  | Evaluar                                                                     |

Se trata entonces de hacer los conflictos cotidianos para hacer de ellos una práctica de resoluciones no violentas, para que así se enseñe a afrontarlas positivamente y a desarrollar una capacidad creativa en el momento de buscar soluciones, es por eso que estos autores le dan cierta importancia a educar para no estar en paz.
Las siguientes son algunas ideas que Palacios menciona para que los maestros diseñen su propio currículo de educación para la paz, que es lo que propone el autor, que cada maestro sea capaz de valorar lo que pasa en su aula para poder tomar acción y diseñar su propio plan, a manera de pasos, como anteriormente se redacta, ésta es otra opción para llevar a cabo la educación para la paz: 
1. La paz se considera como una asignatura y actividad propia para crear estados de opinión.
2. Parte de iniciativas del profesor, busca asociarse con otras personas o contextos y propicia la acción de todos.
3. Trasciende el diseño curricular disciplinar y hasta la vida en la escuela.
4. Proceso de cambio de valores con visión a largo plazo.
5. Metodología propia, contextual y desemboca en acciones.
6. Existe toma de conciencia sobre cualquier actitud violenta.
7. Visión crítica sobre la situación actual y la selección de acciones.
8. Tiene un interés por el desarrollo, derechos humanos, bienestar.
9. Encaminada a generar acciones transformadoras.

Estas ideas van de la mano con lo que menciona Cruz donde los ejercicios tendrían como objetivo que todos los sujetos se les reconozca como seres de conocimientos, con igual validez para tomar decisiones y para participar socialmente, se busca que la injusticia, la discriminación y la exclusión impidan el acceso a una vida digna y que gocen de su existencia, de la participación y de la convivencia sana. 
Este tipo de educación busca que se brinden saberes y conocimientos para enfrentar la desigualdad social, pues se ha comprobado que los casos donde los alumnos carecen de cierta posición económica o carecen de algún tipo de afecto, son los que tienden a crear conflictos o problemas dentro de las relaciones sociales en las escuelas.
Cabe mencionar que hay que agregar a estos pasos, algo que menciona Cruz, que comparte que hay que analizar la posición de los estudiantes que presentan situaciones de vulnerabilidad, con especial atención en las interacciones, donde especialmente esos alumnos puedan reconocer su valía, sus singularidades y su dignidad, así como convertir la igualdad de oportunidades en igualdad de posiciones, que todos los alumnos se sientan parte del círculo social y tratar de que nadie se sienta con más jerarquía social que otro, independientemente de sus habilidades o destrezas.
Una concepción que complementa esta información es la visión de Trujillo et al.  quien aporta que existen pedagogías feministas de la ternura, de la resistencia y del autocuidado pues la educación para la paz se puede aprender desde un territorio situado específico, lo que quiere decir que se aprende sobre paz en escenarios pedagógicos inmersos en las violencias, es ahí donde realmente esta lo significativo y que mejor escenario que la escuela, donde los conflictos y problemas surgen día a día entre alumnos, maestros, directivos, padres de familia y demás comunidad escolar. Esta autora le da mucha importancia a la realidad local, donde los espacios para aprender sobre paz no sean encasillados a espacios o momentos específicos sino aprender en todo momento, en los saberes cotidianos, en donde los alumnos por un juguete o por una falta de comunicación comienzan a demostrar violencia por no poder llegar a acuerdos entre ellos para la convivencia armónica. 
Actualmente en México, la Secretaria de Educación de Pública de México diseñó un fichero de actividades llamado "Promover la cultura de paz en y desde nuestra escuela"  la educación para la paz y que han recomendado llevar a cabo en las actividades diarias, las fichas de trabajo de estos ficheros presentan varios temas relevantes que apuntan a desarrollar competencias 

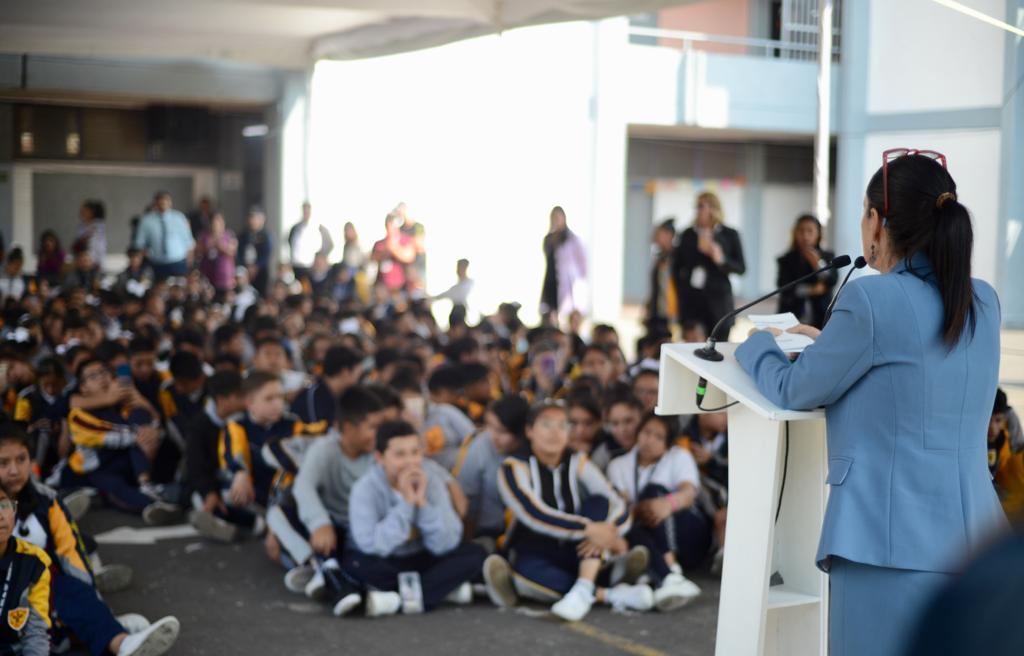
Educación para la paz en las escuelas

socioemocionales, a promover la igualdad de género, a valorar la diversidad, al conocimiento y ejercicio de los derechos humanos, al auto cuidado, al desarrollo de habilidades para la vida y a la participación infantil y adolescente; el fichero está organizado por temas y por nivel educativo, lo que lo convierte en una herramienta de fácil acceso para promover la educación para la paz en las aulas.
De la misma manera, la secretaria de educación pública ha publicado diversos materiales para fortalecer la educación para la paz en las escuelas, otro de ellos es el la guía para docentes de educación básica que se llama Todos y todas contra el acoso [2] , así como otra guía que se llama Resolución de conflictos en los centros escolares , todos estos materiales presentan una guía para encaminar a los alumnos a la cultura de paz y a procurar el bienestar de las infancias y adolescencias.
La educación para la paz es una alternativa para responder a los problemas de conflicto y de violencia que aquejan a la sociedad actual en escalas que se extienden desde lo global y lo nacional, a lo local y personal, con el propósito de crear una sociedad más justa.
Por eso, siguiendo lo que mencionan Álvarez y Pérez una persona que valora la participación, el diálogo, la crítica constructiva, el consenso, la libertad y los derechos humanos, es alguien que reconoce lo complejo que puede ser el lenguaje y el pensamiento.
Educar para la paz, en ese sentido, no se trata solo de transmitir conocimientos, sino de fomentar una forma de aprendizaje que forme personas conscientes de su entorno y de cómo éste puede representar un conflicto estructural en sus vidas. Enseñar una cultura de paz implica entonces compartir tanto saberes técnicos como valores como la empatía, la no violencia y la creatividad, para evitar que los conflictos escalen en violencia. 
En el fondo, educar para la paz es preparar a cada individuo para actuar como mediador, capaz de transformar los conflictos de forma justa, equitativa y eficaz.
Así pues una frase que resume en gran parte lo que este tema significa es que “toda forma de buscar, pensar, vivir y sentir las paces conlleva una educación para la paz”. 
1. ↑  Aguilera, Beatriz (1994). «Educar para La Paz. Una propuesta posible.». Los libros de la catarata (Madrid: Los libros de la catarata). ISBN 8487567959.
2. ↑  Palacios, José Joaquín (1993). Educar para La Paz. Madrid: CCS. ISBN 8470436171.
3. 1 2  Cruz Vadillo, Rodolfo (21 de junio de 2024). «Educación para la paz, inclusión y vulnerabilidad: un problema de posición epidémica». Revista latinoamericana de estudios educativos 54 (2): 63-84. doi:https://doi.org/10.48102/rlee.2024.54.2.626 |doi= incorrecto (ayuda).
4. 1 2  Trujillo Castillo, María Fernanda, et al. (2024). «Conceptualizar la educación para la paz en México: construyendo paces desde pedagogías otras.». Rlee, nueva época LIV (2): 85-110. doi:https://doi.org/10.48102/rlee.2024.54.2.621 |doi= incorrecto (ayuda).
5. ↑  Álvarez Maestre y Pérez Fuentes, Annie y Carlos (2019). «Educación para la paz: aproximación teórica desde los imaginarios de paz.». Universidad de la Sabana. Educación y educadores 22 (2): 277-296. doi:https://doi.org/10.5294/edu.2019.22.2.6 |doi= incorrecto (ayuda).